# Casa Dolors Calm
La Casa Dolors Calm és un edifici residencial situat a la Rambla de Catalunya, 54, de l'Eixample de Barcelona, catalogat com a bé cultural d'interès local.

## Història
L'edifici original fou construït el 1879 pel mestre d'obres Josep Déu i Busquets com a residència pròpia. Entre 1902 i 1903, i per encàrrec de Dolors Calm i Torra, va ser reformada per l'arquitecte Josep Vilaseca i Casanovas, que hi afegí la tribuna de la façana principal.
A mitjans del segle xx es va renovar el vestíbul i s'hi van remuntar dues plantes en forma d'àtic, per la qual cosa es va mutilar la cornisa superior de l'edifici, on hi havia diversos elements escultòrics. Finalment, va ser rehabilitada el 2010.
Fins al 2014 acollia la galeria d'art Joan Prats, que es va haver de traslladar per l'augment del preu del lloguer.

## Descripció
De planta rectangular, comprèn planta baixa, cinc pisos, àtic doble i terrat. L'accés principal dona pas a un ampli vestíbul totalment refet a mitjan segle xx d'accés a l'escala de veïns, que conserva els trets originals.
La façana de la casa, d'estil modernista, estructura les seves obertures en eixos verticals i horitzontals de ritme regular, encara que aquestes queden amagades rere la gran tribuna de fusta i vidre que es mostra com un mur-cortina. La planta baixa s'obre al carrer per mitjà d'un portal allindanat de pedra abundantment esculpit amb relleus vegetals de forma sinuosa a base de fulles, flors i fruits. A banda i banda de l'accés central hi ha dues botigues amb dos portals cadascuna, revestits amb aparadors de fusta i vidre. Aquesta planta baixa queda arrassarada pel voladís de la tribuna, revestida d'esgrafiats amb decoracions florals. Els cinc pisos superiors es desenvolupen de manera uniforme en una façana en tres plans: el pla central, dominat per la gran tribuna de fusta i vidre amb diferents solucions de tancament per a cada pis; els plans laterals, íntegrament revestits amb un esgrafiat amb decoracions a base de flors, deixen veure la línia real de façana. Aquests plans laterals acullen una línia vertical d'obertures cadascun, consistents en balcons amb llosana de pedra i barana amb barrots de ferro fos en forma de balustres. Les portes de dits balcons presenten emmarcaments d'estuc amb relleus florals a les llindes. En el darrer pis es conserva, fragmentat, l'antic coronament de l'edifici, consistent en una cresteria d'estuc en forma de flors i falses teules. Per damunt d'aquest cornisament original es percep l'àtic, una remunta de dos pisos realitzada amb arrebossat blanc que no segueix les directrius compositives i ornamentals del projecte original. El vestíbul principal ha perdut la seva decoració original, però la caixa d'escala manté la seva estructura, amb murs esgrafiats i una escala de marbre amb barana de ferro fos.

## Galeria

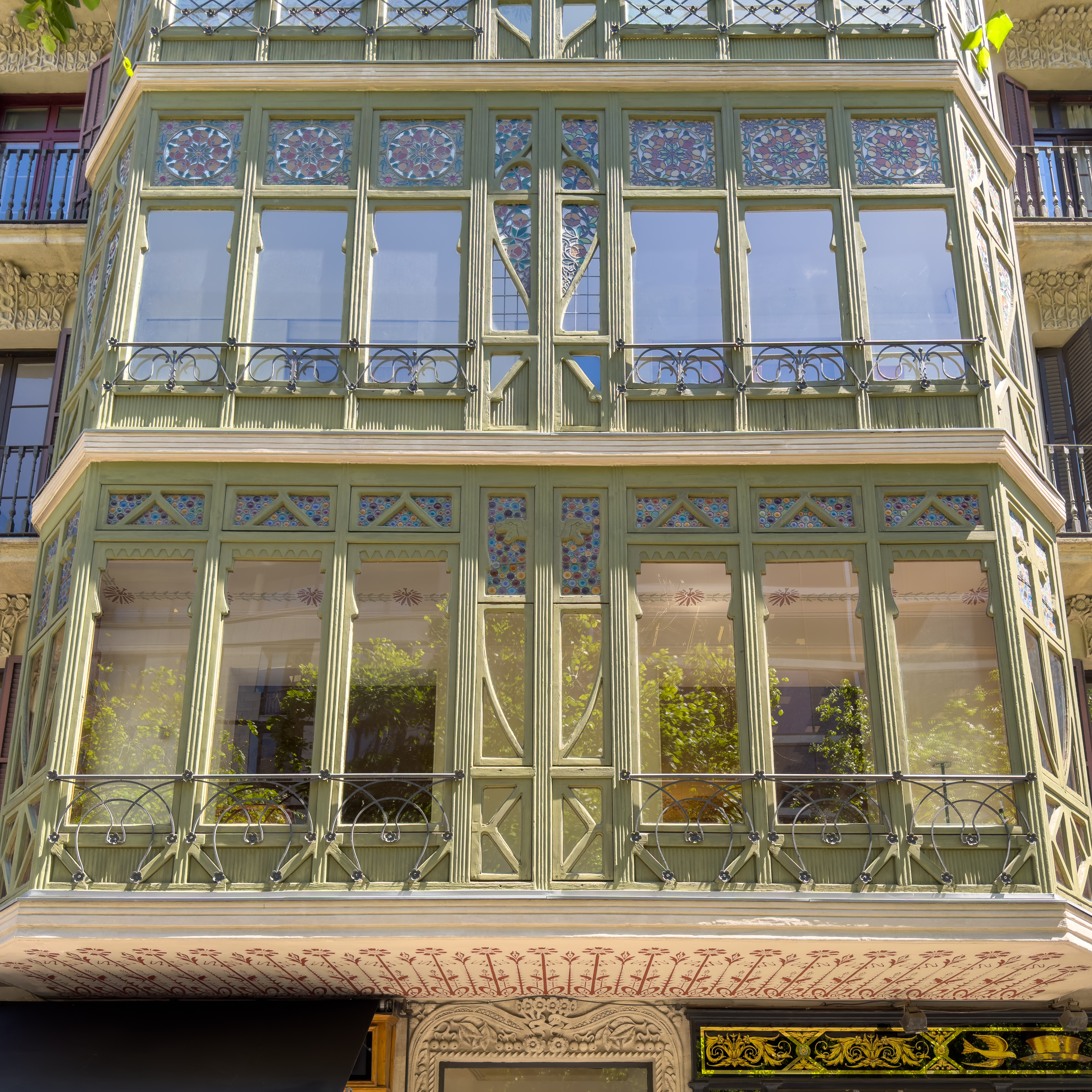
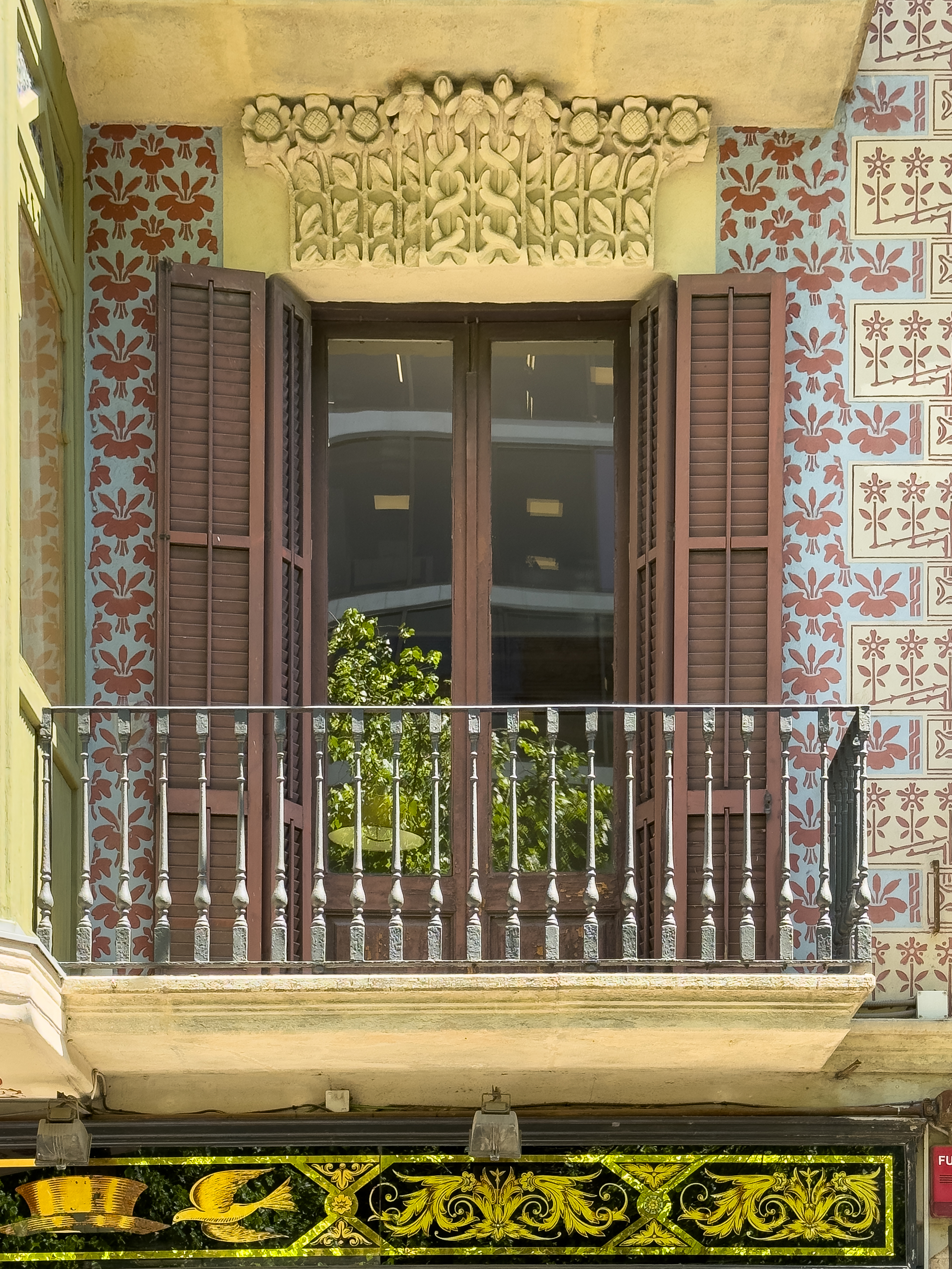
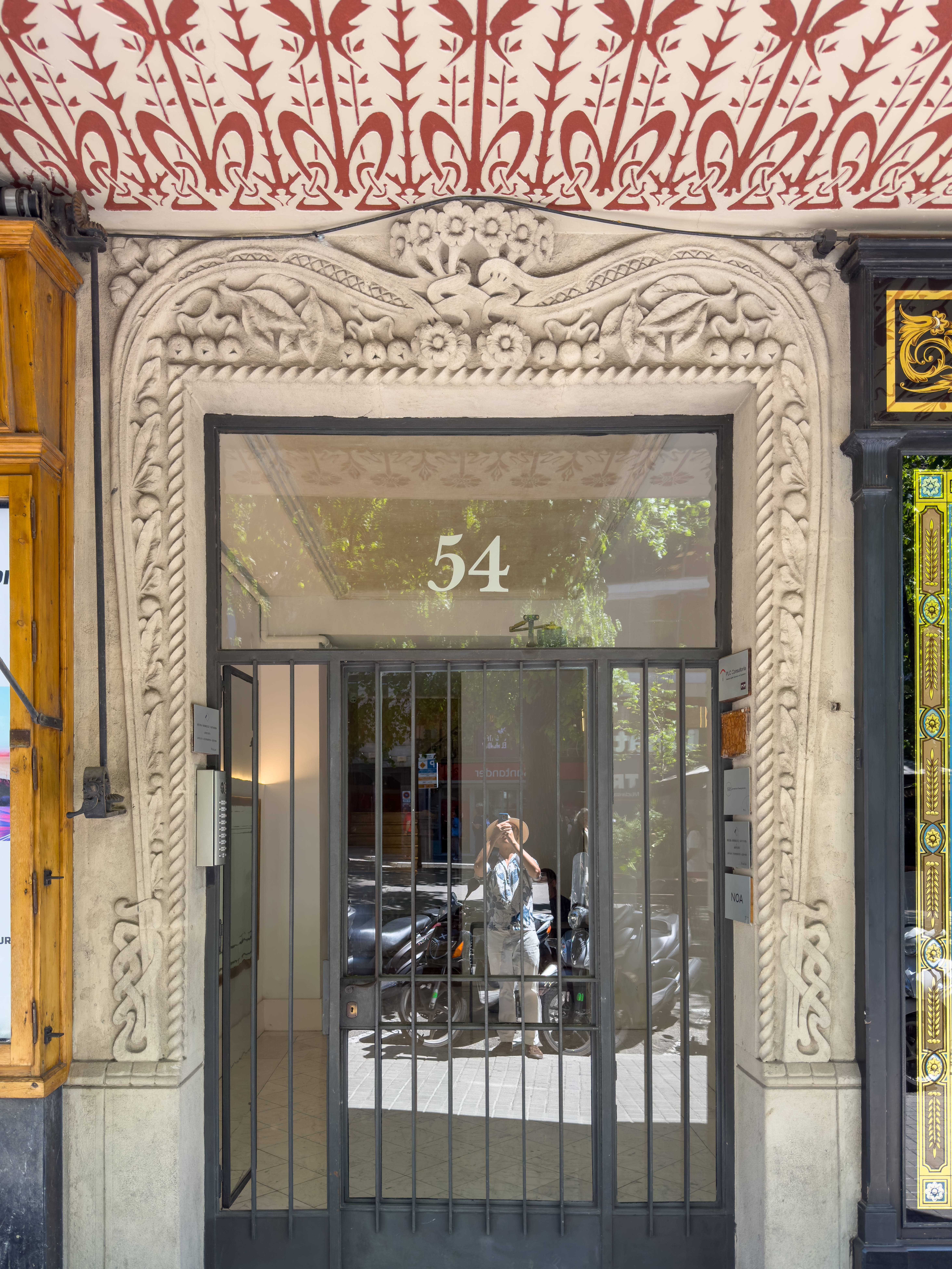
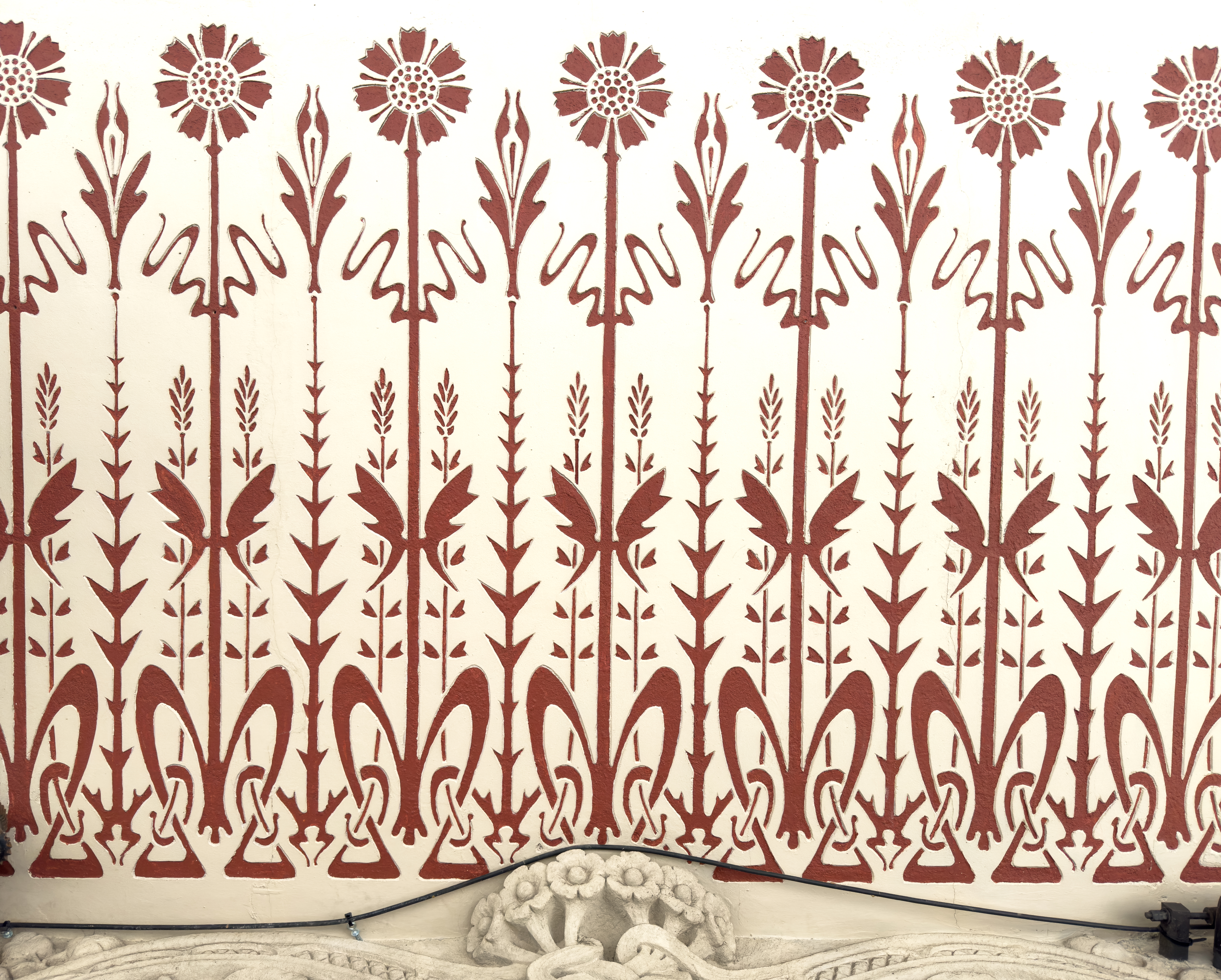